# Pension Schöller (1960)
Pension Schöller ist eine deutsche Kinoproduktion aus dem Jahr 1960. Der Film basiert auf dem gleichnamigen Lustspiel von Wilhelm Jacoby und Carl Laufs. Regie führte Georg Jacoby. Jacoby hatte denselben Stoff bereits im Jahr 1930 und 1952 erfolgreich verfilmt. Dieser Film wurde von der Real Film KG in Hamburg produziert. Seine Uraufführung fand am 15. Juli 1960 im Turmpalast in Frankfurt am Main statt.

## Handlung
Der Gutsbesitzer und Junggeselle Philipp Klapproth, der seinem Neffen Peter Klapproth das Medizin-Studium finanziert, erhält eines Tages von diesem einen Brief, in dem er seinen Onkel um 20.000 Mark bittet. Dieses Geld, so schreibt Peter, wolle er in eine Nervenheilanstalt investieren. In Wahrheit hat der Neffe allerdings ganz andere Pläne: Weder kann er Blut sehen, noch hat er überhaupt je Medizin studiert; stattdessen widmen er und sein musikbegeisterter Freund Tommy sich mit Leib und Seele ihrer Band. Mit dem Geld des Onkels stünde einem eigenen Lokal und Probenraum nichts mehr im Wege.
Der Haken: Der Skeptiker Philipp will die vermeintliche Anstalt erst einmal begutachten, bevor er das Geld herausrückt, und macht sich kurzerhand auf den Weg zu Peter. In großer Erklärungsnot befolgt dieser daraufhin Tommys Rat und führt seinen Onkel in die Pension Schöller: Diese sei „Peters Irrenanstalt“. Ihre Mystifikation gelingt ihnen nicht schlecht: Wer „Irre“ argwöhnt, dem kommen normale und nur etwas exzentrische Pensionsgäste sämtlich so vor. Darin liegt die vielfache Situationskomik des Plots.

## Kritik
„Der turbulente Filmspaß zieht alle Register harmloser Unterhaltung; routinierte Darsteller geben ihr Bestes; lustiges Türengeklapper in der Pension. (Wertung: 2 Sterne durchschnittlich)“

„Krampfhaft-komische Neuverfilmung der alten Posse, diesmal mit zahlreichen Schlagernummern aufgemöbelt.“